# Dorina Klinger
Dorina Klinger (Frauental an der Laßnitz, 10 de junho de 1997) é um ex-voleibolista indor, atualmente jogadora de vôlei de praia austríaca.

## Carreira
Ela é filha de ex-desportistas, sua mãe, Tanja Klinger, ex-atleta de atletismo, e seu pai, Gernot Klinger, ex-entusiasta de esportes de inverno, dirigem uma escola de esqui em Modriach-Winkel. Os primeiros passos na prática desportiva deu-se inicialmente no esqui e no atletismo, também praticou windsurf, natação e tênis; e após ingressar na escola BG/BORG Graz Liebenau, teve seu primeiro contato com o voleibol, sua primeira prática esportiva coletiva, e mais tarde defende as cores do UVC Graz e competiu na liga austríaca na temporada 2014-15 pelo SG VBV Trofaiach/WSV Eiserz, quando ganhou uma bolsa para estudar nos Estados Unidos, atuando como central, defendeu o Spring Hill College, competiu pelo  Badgers, na condição de caloura acumulou dezenove vitórias em vinte jogos, com 113 pontos de bloqueios, sendo destaque na Conferência Atlética Intercolegial do Sul ou Southern Intercollegiate Athletic Conference (SIAC), sendo premiada como a Revelação do Ano e eleita para a Equipe All Conference. .
Em 2016, compete a nível nacional no vôlei de praia ao lado de Nikolina Maros, na etapa de Rabenstein an der Pielach e com sua irmã na etapa de Krems an der Donau e no ano seguinte estiveram juntas no Campeonato Europeu de Voleibol de Praia Sub-22 de 2017, realizado em Baden e com Franziska Friedl disputaram o Campeonato Mundial de Voleibol de Praia Sub-21 de 2017 em Nanquim e ainda nacionalmente competiu ao lado de Melanie Wiedenhöfer.
Depois, em 2018 foi para a Universidade Internacional da Flórida, e nesta mesma temporada atuou pelo SG VBV Trofaiach/WSV Eiserz; pelo time universitário americano Florida Golden Panthers, atuou com sua irmã Ronja Klinger e alcançaram o feito histórico de levar o time pela primeira vez nas finais da Conferência dos EUA de 2018.Com Ronja Klinger disputou o circuito nacional e terminaram em quarto na etapa de Innsbruck e estreou no circuito mundial ao lado de Valerie Teufl, no torneio uma estrela de Alanya, terminando em quinto lugar, mesmo posto obtido na etapa nacional em Graz, mais tarde, retoma dupla com sua irmã, disputam os torneios uma estrela em Baden, Vaduz e Poreč, no quatro estrelas de Las Vegas e o cinco estrelas de Viena, terminaram no quinto lugar na edição de Campeonato Europeu de Voleibol de Praia Sub-22 de 2018 em Jūrmala.
No ano de 2019, disputaram o torneio quatro estrelas de Ostrava, o uma estrela em IOS e Baden, depois, esteve com Nadine Strauss na etapa nacional de Graz e com Stephanie Wiesmeyr no dois estrelas de Qidong, retomando a parceria com sua irmã pro restante do ano, com o quinto lugar no torneio uma estrela em Budapeste. No ano seguinte, conquistara o primeiro pódio no torneio uma estrela em Langkawi, alcançando a medalha de prata.No circuito austríaco de 2020, competiu com Lena Plesiutschnig conquistando o título em Wolfurt e o bronze em Baden e nono em outra etapa em Baden.
Na temporada de 2021, inicia com sua irmã nos eventos quatro estrelas em Cancun, e conquistam o bronze no torneio uma estrela em Sófia e o quarto lugar no segundo evento nesta cidade e o quinto lugar no terceiro evento. No Campeonato Europeu de Voleibol de Praia de 2021 em Viena estiveram juntas e terminaram na vigésima quinta colocação.
Em 2022, ao lado de Ronja, conquistaram a quarta posição no Future de Madrid e o quinto posto em Klaipėda, o primeiro ouro no Future de IOS e nono lugar no Challenge de Espinho, décimo nono no de Agadir, e no Elite 16 em Hamburgo, finalizaram no vigésimo primeiro lugar.Alcançaram a vigésima quinta posição no Campeonato Europeu de Voleibol de Praia de 2022, realizado em Munique.
Na jornada de 2023, alcançou com Ronja o quarto lugar no Challenge de La Paz, o vice-campeonato na Continental Cup, grupo D, em Budapeste, quinto lugar no Challenge em Edmonton, além do décimo sétimo lugar no Campeonato Europeu de Voleibol de Praia de 2023 em Viena e a medalha de ouro no Future em Varsóvia.

## Títulos e resultados
- Future de Baden do Circuito Mundial de Vôlei de Praia de 2023
- Future de Varsóvia do Circuito Mundial de Vôlei de Praia de 2023
- Future de IOS do Circuito Mundial de Vôlei de Praia de 2022
- Torneio 1* de Langkawi do Circuito Mundial de Vôlei de Praia de 2020
- Torneio 1* de Sófia do Circuito Mundial de Vôlei de Praia de 2021
- Challenge de La Paz do Circuito Mundial de Vôlei de Praia de 2023
- Future de Madrid do Circuito Mundial de Vôlei de Praia de 2022
- Torneio 1* de Sófia do Circuito Mundial de Vôlei de Praia de 2021